# Перемишльська фортеця

Мапа фортеці Перемишль

Фортеця Перемишль (нім. Festung Przemyśl або Festung Premissel; пол. Twierdza Przemyśl) — потужний комплекс оборонних споруд довкола міста Перемишля (тепер Польща), одна з 200 великих фортифікаційних споруд в Європі за часу Першої світової війни. Була третьою за величиною фортецею (після Антверпена і Вердена). Але на відміну від них зазнала аж три облоги (рідкісна річ в історії тодішніх воєн), а також найдовшого періоду блокади у відриві від свого фронту (173 дні). Довше протримались лише французька фортеця Верден та Рос імперії фортеця Осовець (203 дні), які однак, ніколи не оборонялись у цілковитому оточенні.

## Історія будівництва

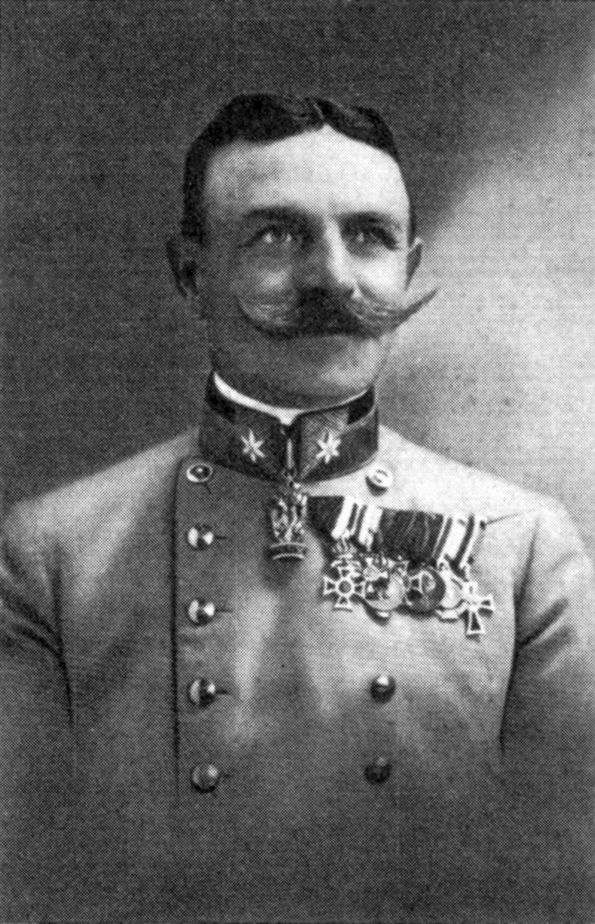
Генерал Герман Кусманек

Ще 1809 року у Відні була створена комісія, яка мала виробити концепцію безпеки Австро-Угорської держави через будівництво оборонних валів у Галичині. Для цього обрано Перемишль, як стратегічну точку, яка мала заблокувати вигідний для ворожої армії перехід з півночі на південь (до карпатських перевалів) і на захід Європи. Крім того, місто оточене пагорбами, що також сприяло зміцненню обороноздатності фортеці. Роботи над планом фортифікацій закінчено 1818 року. Це мала бути фортеця II класу, але у зв'язку з погіршенням відносин з Росією, причиною чого була окупація в 1878 році австрійськими військами Боснії та Герцеговини, роботи пришвидшили, а Краків і Перемишль отримали ранг фортеці І класу. Роботи зі зміцнення перемишльської фортеці тривали до Першої світової війни. Будові фортеці допомагала залізнична колія, яка з'єднувала Відень із Краковом, Перемишль зі Львовом (Галицька залізниця імені Карла Людвіга). Друга лінія залізниці, збудована пізніше, з'єднувала Перемишль із Будапештом (Перша угорсько-галицька залізниця). Будівництво фортів розпочато 1850 року і закінчено 1875 року, хоча деякі добудови продовжувались аж до початку Першої світової війни.

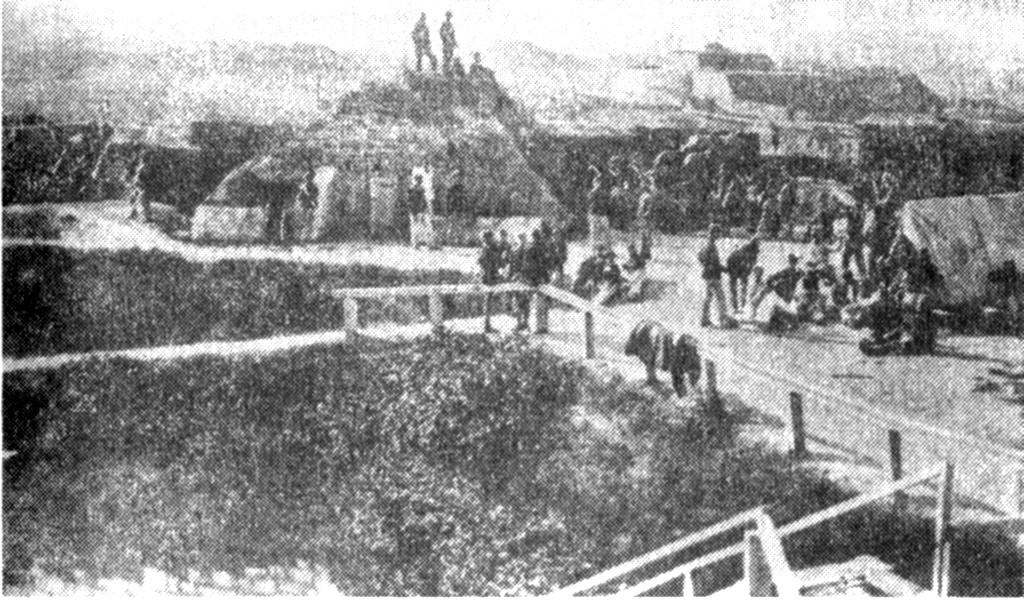
Початок будівництва форту 1863 рік

У зв'язку з будовою фортеці Перемишль після років застою стає одним із важливіших міст Галичини. Сюди прибули тисячі майстрів та робітників, збільшено кількість військ, приїхало багато висококваліфікованих військових та офіцерів (у 1910 році було 8524 військових) та урядників цивільної адміністрації. Розбудовано казарми, збільшено будівництво різних об'єктів, що виробляли все необхідне та обслуговували.
Чисельність населення міста збільшилась із 10140 чоловік в 1860 р. до 54692 у 1910 р. З них у 1910 році було 25455 римо-католиків, 16034 євреїв і 12300 греко-католиків (українців).
У 1914 році зовнішнє кільце фортеці складалося з 15 головно артилерійських фортів під номерами від І до XV, 27 менших фортець для піхоти та 25 окремих для важкої артилерії. Загалом фортеця була поділена на шість частин, кожна з них мала власне керівництво, служби забезпечення, лікарні тощо. Друга лінія оборони, що відповідала старим оборонним валам, у середині XIX ст. була укріплена новими бетонними фортами (одним з них була велична цитадель на пагорбі Знесіння в Перемишлі). Новиною на ті часи була радіофікація, що давала змогу з'єднатися із зовнішнім світом. Усі об'єкти фортеці з'єднувалися дорогами з твердим покриттям. Була це одна з найбільших фортець Європи. У травні 1914 року, коли військовим начальником став генерал Герман Кусманек, у фортеці перебували 25 тисяч солдатів і офіцерів, 1050 артилеристів, з них 776 на фортах. На озброєнні фортеці були чотири мортири калібру 305 мм, з зарядами по 630 кг. З початком війни і наближенням до Перемишля фронту, було вирішено довкола фортеці в радіусі 15 км спалити всі населені пункти і вирубати сади та ліски. Це було зроблено для того, щоб артилеристи мали добрий огляд місцевості.

## Перша облога
23 вересня російська армія повністю взяла в облогу фортецю. На той час гарнізон складався з 65 батальйонів, 7 ескадронів, 43 підрозділів фортечної артилерії, 8 підрозділів саперів. Разом з робітниками в фортеці було 128 тисяч людей, 14500 коней і 1010 гармат. Серед солдатів більшість слов'яни: поляки, чехи, словаки, українці, хорвати. Найбільшими були 97-ма бригада кавалерії та 23-тя дивізія захисників батьківщини. У керівництві фортеці, крім коменданта Кусманка, нараховувалось 9 генералів.
Перша облога Перемишля тривала 21 день. Найвище російське начальство ухвалило рішення — здобути фортецю штурмом. Вже 3 жовтня 1914 p. почали обстріл фортеці найважчими гарматами, які тільки мали. Але снаряди калібру 180 мм і 210 мм не завдавали практично жодної шкоди фортам. Велика точність попадання свідчила про те, що росіяни мають добру інформацію про фортецю. Треба сказати, що в російській армії тоді служило багато українців. Володимир Сальський був тоді офіцером генерального штабу у відділі розвідки Київського військового округу. За здобуття плану Перемишльської фортеці дістав звання полковника і нагороджений орденом.
5 жовтня генерал Щербаков, що керував російською армією на цьому відрізку, дав наказ штурмувати фортецю. Попри чисельну перевагу російської армії, фортеця захищалася. Під вогнем кулеметів і гармат російська армія зазнавала великих втрат. Були навіть рукопашні бої. У них загинуло 4 тис. російських офіцерів і солдатів. Під час кількаденного штурму Росія втратила близько 20 тис. солдатів (убитими, пораненими і взятими у полон). Фортеця, збудована багато років тому, виконала своє завдання. Росіяни відступили від Перемишля.

## Друга облога
Загальна ситуація на фронті не була сприятлива для Австро-Угорщини та Німеччини. Наступ австро-угорських військ, що відкинув російські війська з-під Перемишля, затримався біля Сяну. Найтяжчі бої велися від Медики до Гусакова. Залізнична колія від Перемишля до Хирова була закрита через постійні обстріли. Це перешкоджало постачанню фортеці, особливо продуктами харчування. Програна битва під Дембліном (22—26 жовтня 1914 р.) спричинилася до відходу німецьких військ з-під Варшави і другого відступу австрійських та німецьких військ на всьому галицькому фронті.
Команду фортеці підсилили 11-ма підрозділами повітряних сил. Третього листопада перемишльський староста разом з керівництвом фортеці видав розпорядження про примусове виселення з міста людей, що не працюють на фронт.
9 листопада 1914 року російські війська знову почали облогу фортеці, що тривала цього разу 122 дні. Навчене досвідом, російське керівництво хотіло здобути фортецю не штурмом, а голодом. Коли спроби вийти з обложеної фортеці не вдалися (у битві загинуло близько 4000 солдатів австрійської армії), 22 березня 1915 року, зморені голодом та хворобами, 124 тисячі солдатів і командування перемишльського гарнізону капітулювали. У ніч з 21 на 22 березня, щоб знищити всі запаси зброї, висадили в повітря форти, склади та інші об'єкти. Перші відділи російських військ вступили до міста рано вранці.
25 квітня 1915 року до Перемишля з дводенним візитом приїхав цар Микола ІІ. Російська пропаганда проголошувала про визволення від вікової неволі корінного російського старовинного міста. Наступного дня, після перегляду фортів, цар виїхав до Львова.

## Третя облога
2 травня 1915 р. після Горлицької битви, де було прорвано російський фронт, почався відступ росіян на схід. Росіяни почали будувати укріплення із західного та південно-західного боку Перемишля, для цього також використовували не до кінця знищені форти.
18 травня 1915 року Перемишль був майже оточений, а 31 травня розпочався остаточний штурм, головний удар якого припав на північно-західну частину оборони. Тоді ж було відбито контрнаступ росіян з фортеці. Деякі форти було здобуто штурмом, інші піддались добровільно.
3 червня 1915 року, о 3:00 до Перемишля із заходу ввійшли перші австро-угорські загони. Росіяни, відступаючи, висадили в повітря мости через Сян і покинули місто. 6 червня до  Перемишля прибув головнокомандувач австро-угорських військ.

## Українсько-польська війна
Під час боїв за Перемишль у листопаді 1918 року між Українською Галицькою Армією і польськими військами у Перемських фортецях загинуло 18 вояків Гусятинського куреня УГА.

## Fort.Missia
З 2009 року біля фортифікаційних споруд, що розташовані поблизу українського села Поповичі, проводять фестиваль мистецтв Fort.Missia. В 2012 році фестиваль провели на території Польщі. В 2013 р. він відбувся востаннє.

## Фотографії

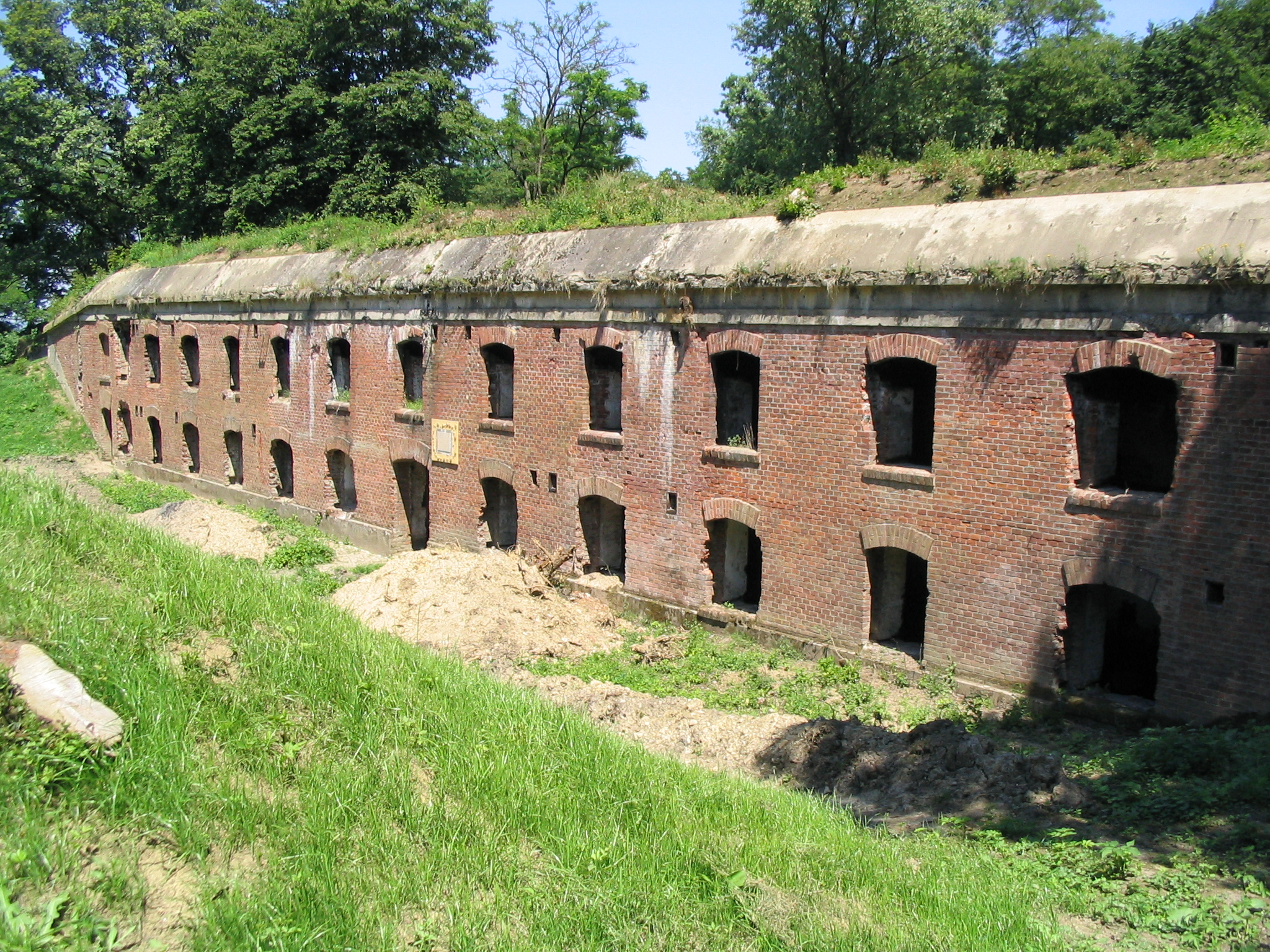
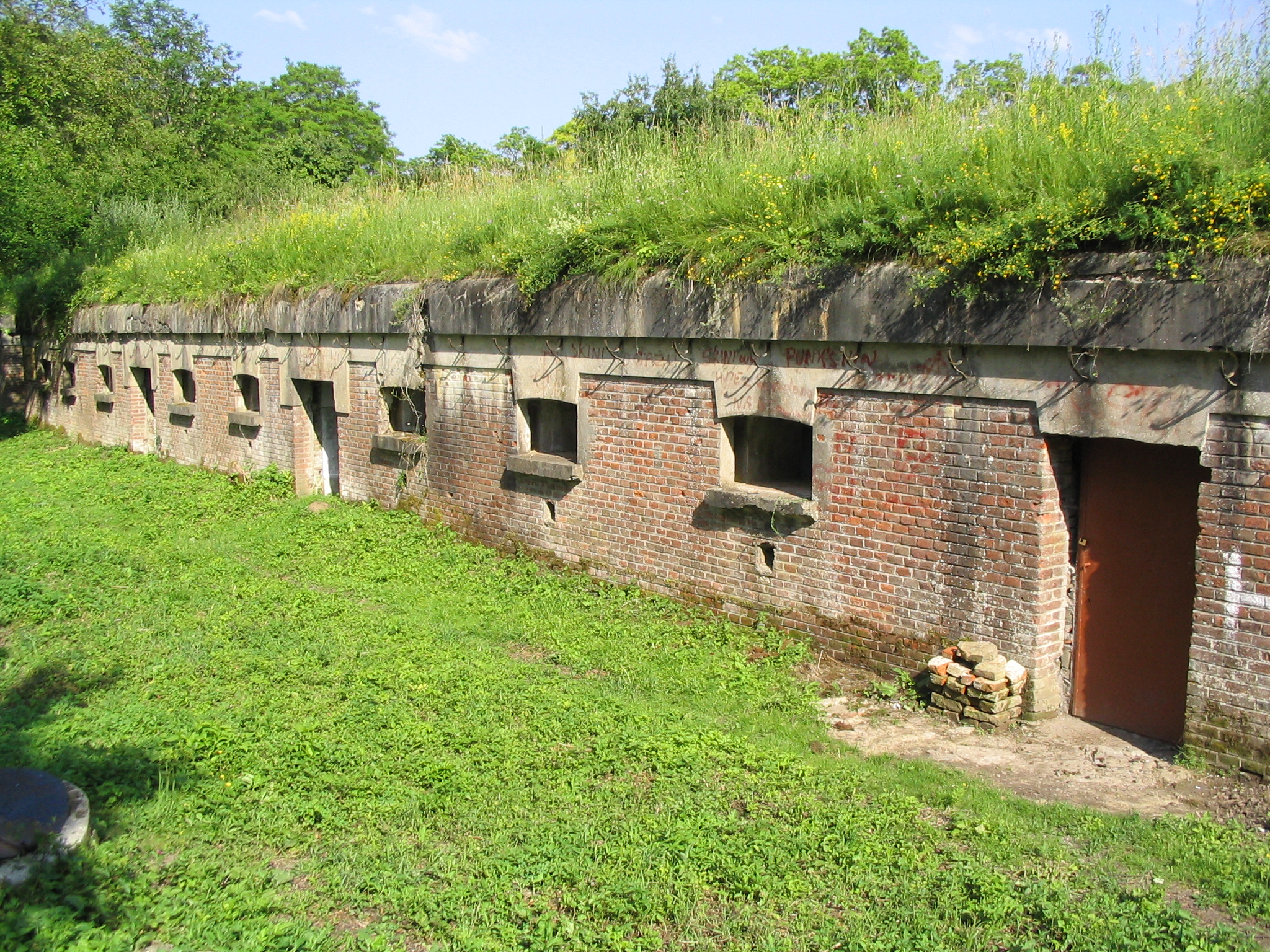
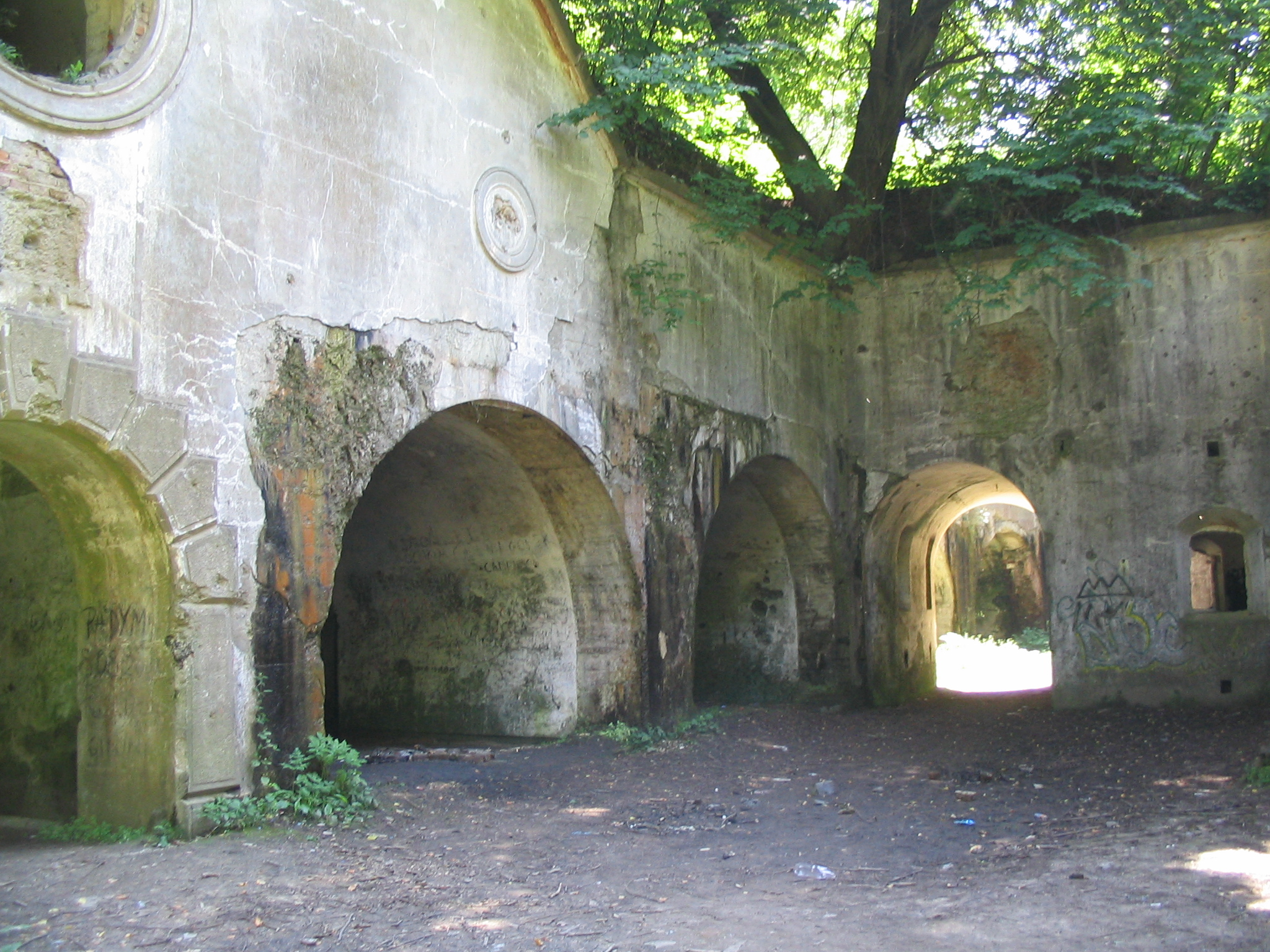
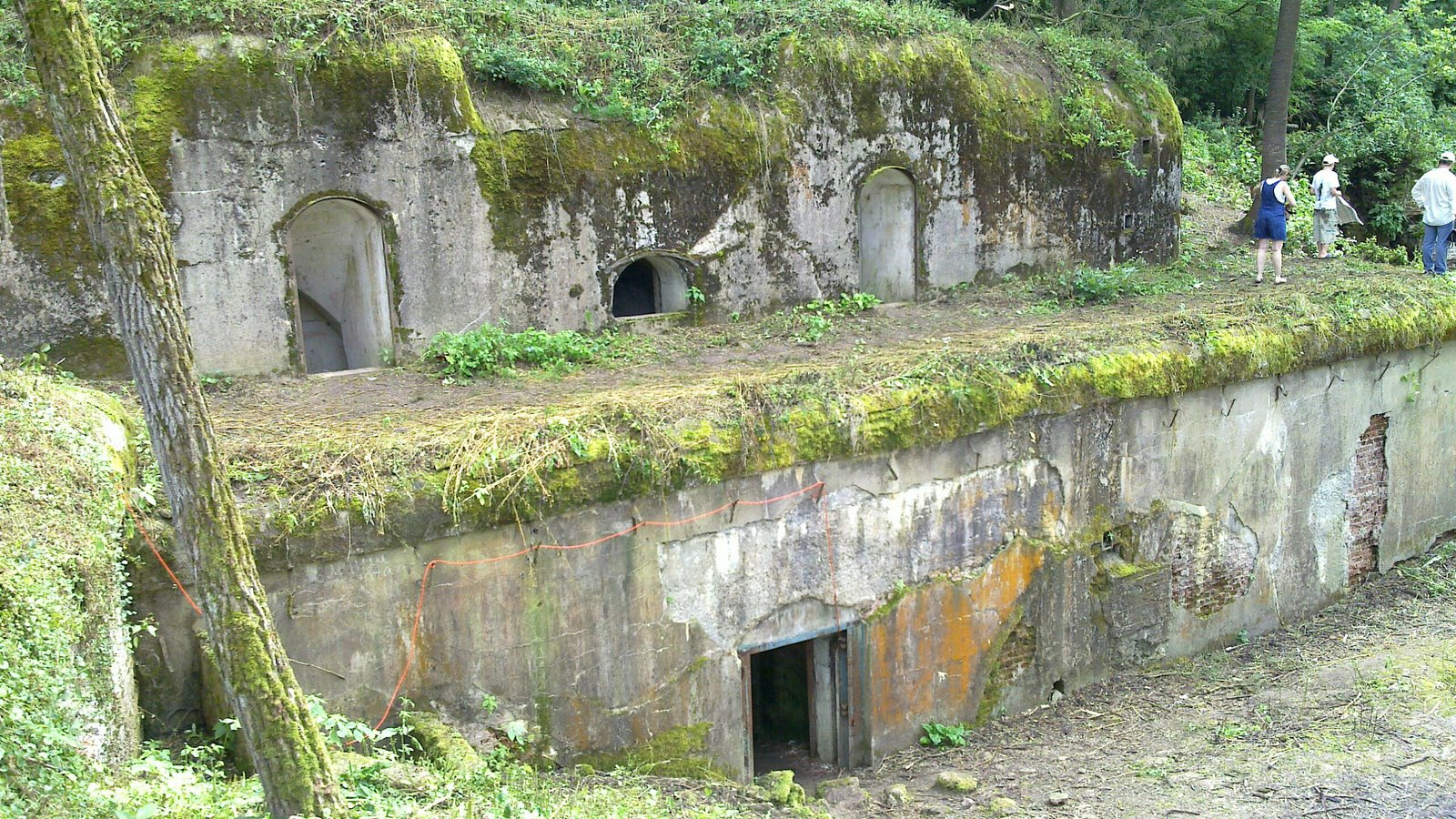
Форт № I/6 біля с. Поповичів